# Giovanni Lanza
Giovanni Lanza, född 15 februari 1810 i Casale Monferrato i Piemonte, död 9 mars 1882 i Rom, var en italiensk politiker. 
Lanza studerade medicin i Turin och blev sedan praktiserande läkare i sin hembygd. Han valdes 1848 till ledamot av kungariket Sardiniens deputeradekammare, där han snart vann stort inflytande. Efter att någon tid ha varit deputeradekammarens president blev han 1855 undervisningsminister i Cavours kabinett och 1858 finansminister. 
Även¨i flera följande kabinett var Lanza dels finansminister, dels undervisningsminister, dels inrikesminister. Sistnämnda post beklädde han i general Alfonso La Marmoras kabinett från september 1864 till augusti 1865, varunder han tog avgörande del i huvudstadens förläggande från Turin till Florens. Sedermera blev han åter deputeradekammarens president. Den 14 december 1869 fick han i uppdrag att bilda ett nytt kabinett, i vilket han själv blev konseljpresident och inrikesminister. 
Det blev Lanza förbehållet att 1871 förverkliga alla italienska fosterlandsvänners ideal: Rom det enade Italiens huvudstad. En koalition mellan högern och den yttersta vänstern störtade i juni 1873 kabinettet Lanza och hans verksamhet var därefter inskränkt till deputeradekammaren. Han var en av dessa liberalt-konservativa politiker ur Cavours skola, vilka satte Italiens enhet högre än allt annat och städse underordnade såväl sina egna som sitt partis intressen under fosterlandets väl.